# Чжан Баньню, Пётр
Пётр Чжан Баньню  (кит.  張板紐伯鐸, 1850 г., деревня Тулин, провинция Шаньси, Китай — 9.07.1900 г., Тайюань, Китай) — святой Римско-Католической Церкви, мученик.

## Биография
Пётр Чжан Баньню родился в 1850 году в деревне Тулин провинции Шаньси в католической семье. В юношеском возрасте переехал в Тайюань, где работал в местном католическом соборе.
Во второй половине XIX века в Китае были сильные антихристианские настроения. Они достигли своего пика в 1899—1901 гг. во время восстания восстание боксёров, когда в Китае началось массовое преследование христиан. По приказу губернатора Шаньси в начале июля 1900 года Пётр Чжан Баньню был арестован вместе с группой христиан, среди которых были три епископа (Григорий Грасси, Франциск Фоголла и Элиа Факкини), три священника, семь католических монахинь, семь семинаристов и несколько вдов. В этой же группе было несколько протестантских пасторов со своими семьями.
Пётр Чжан Баньню был казнён с другими арестованными 9-го июля 1900 года.

## Прославление
Пётр Чжан Баньню был беатифицирован 21 ноября 1946 года Римским Папой Пием XII и канонизирован 1 октября 2000 года Римским Папой Иоанном Павлом II вместе с группой 120 китайских мучеников.
День памяти в Католической Церкви — 9 июля.

## Источник
- George G. Christian OP, Augustine Zhao Rong and Companions, Martyrs of China, 2005, стр. 37 (англ.)